# Würstelstand

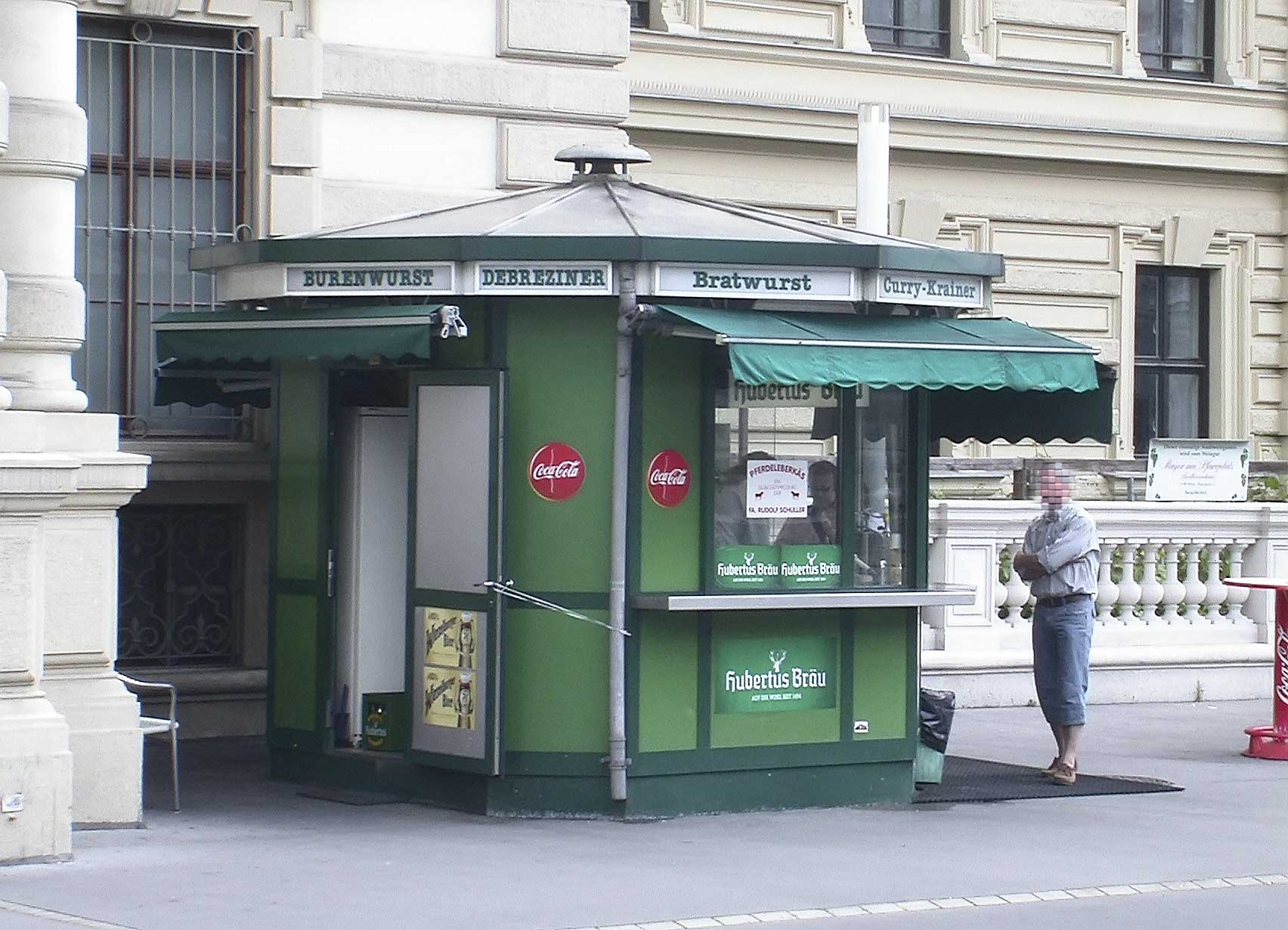
Um Würstelstand em Viena, capital da Áustria.

Würstelstand é um posto urbano de comida rápida muito típico da Áustria. Seu conceito desenvolveu-se diante o auge da Áustria-Hungria.